# Hroznýšovec
Hroznýšovec (Epicrates) je rod hadů z čeledi hroznýšovití. České označení rodu Epicrates není jednotné, často se používá označení hroznýš.

## Zástupci
- (Epicrates alvarezi)
- (Epicrates angulifer) Hroznýšovec kubánský
- (Epicrates assisi)
- (Epicrates cenchria) Hroznýšovec duhový
- (Epicrates crassus)
- (Epicrates exsul)
- (Epicrates fordi) Hroznýšovec haitský
- (Epicrates gracilis)
- (Epicrates chrysogaster) Hroznýšovec zlatobřichý
- (Epicrates inornatus) Hroznýšovec portorický
- (Epicrates maurus)
- (Epicrates monensis) Hroznýšovec panamský
- (Epicrates striatus)
- (Epicrates subflavus) Hroznýšovec jamajský